# 三瓶啓二
三瓶 啓二（さんぺい けいじ、男性、1954年（昭和29年）9月13日 - ）は、日本の空手家（新極真会七段）。NPO法人全世界空手道連盟新極真会福島支部長。

## 来歴
福島県双葉郡富岡町出身。福島県立磐城高等学校を経て、早稲田大学第二文学部卒。早稲田大学在学時は、極真会館早稲田大学支部（早大極真会）第3代主将となる。
1974年、極真会館の第6回オープントーナメント全日本空手道選手権大会で8位入賞。
1979年11月に開催された第2回全世界空手道選手権大会では準決勝でウィリー・ウィリアムスと対戦。ウィリーの度重なる掴みからの膝蹴り、三瓶を投げた事から、ウィリーの反則負けとなる。決勝に進出した三瓶は中村誠に敗れ、準優勝。なお、この決勝戦の組み合わせ・勝敗は同年5月に行われた第11回全日本選手権の顔合わせと全く同じであった。後に1984年に中村が引退するまで、両者の名前を取り“三誠時代”と呼ばれた。
1980年の第12回全日本選手権に決勝で中村と対戦。3度の延長の末、体重判定で初優勝した。さらにその後も2大会連続で優勝し、史上初の全日本3連覇を達成した。1983年には大西靖人に敗れて7位入賞。1984年に第3回全世界選手権に出場するも、決勝で中村に再び敗れて準優勝。同年の第16回全日本選手権は4回戦まで勝ち上がったが、ケガにより棄権。これが最後の大会出場となった。
1979年8月、三瓶は百人組手に挑戦したが、49人で失敗した。しかし、1990年3月に再挑戦して、完遂した。
1994年4月に大山倍達が死去。翌1995年に同調する支部と松井館長派（現極真会館松井派）から分裂。支部長協議会派（現：全世界空手道連盟新極真会）を作り、1997年から同派の代表に就任。2000年には緑健児に代表の座を譲った。
現在は、新極真会相談役・福島支部長として後進の指導に当たっている。また、ロシア、カザフスタン、ジョージア、ハンガリー、モーリシャス、デンマーク、ブルガリア、ベルギー、オランダ、ルーマニア等に遠征し、積極的に空手技術の指導にも尽力している。
主な弟子に、増田亮一、平野健次、橋本直樹らがいる。

## 主な戦績
- 1974年：第6回全日本空手道選手権大会 8位
- 1976年：第8回全日本空手道選手権大会 5位
- 1977年：第9回全日本空手道選手権大会 6位
- 1978年：第10回全日本空手道選手権大会 準優勝
- 1979年：第11回全日本空手道選手権大会 準優勝
- 1979年：第2回全世界空手道選手権大会 準優勝
- 1980年：第12回全日本空手道選手権大会 優勝
- 1981年：第13回全日本空手道選手権大会 優勝
- 1982年：第14回全日本空手道選手権大会 優勝
- 1983年：第15回全日本空手道選手権大会 7位
- 1984年：第3回全世界空手道選手権大会 準優勝

## 三瓶理論
三瓶啓二が唱える、骨と呼吸で生み出す身体操作による空手理論。筋力に主をおいた稽古とは別の角度から強さを追求している。年齢に関係なく、自分を高めていくことができるものだという。
1.金槌の理論
- 金槌で叩く時、どの部分を握れば少ない力で大きな効果が出るのか、を実例として、これを空手の突きや蹴りに当てはめ、突きの場合は肩甲骨、蹴りの場合は骨盤の使い方によって突きや蹴りの威力を磨く。動かしにくい肩甲骨や骨盤を自在に操るには、どのような稽古が有効であるかを追求している。

2.横隔膜を落とす
- 丹田から力を発揮するため、その源となる横隔膜のコントロール方法を追求している。

3.三角形の理論
- 丹田から力を出すことを重視すると、体のバランスが三角形となり、理想的な安定した体型となる。また、腹式呼吸によって自律神経をコントロールすることができ、生命エネルギーも高められるという効果がある。肉体面だけでなく、精神面も安定し、日常生活においても、リラックスした状態で過ごすことができるようになるという[4]。